# Prée-d'Anjou
Prée-d'Anjou es una comuna francesa situada en el departamento de Mayenne, de la región de Países del Loira.

## Historia
Fue creada el 1 de enero de 2018, en aplicación de una resolución del prefecto de Mayenne de 2 de agosto de 2017, con la unión de las comunas de Ampoigné y Laigné, pasando a estar el ayuntamiento en la antigua comuna de Laigné.

## Monumentos y lugares
- Iglesia de San Juan Bautista
- Iglesia de San Martín de Vertou

## Demografía
| Gráfica de evolución demográfica de Prée-d'Anjou entre 1800 y 2019 |
|                                                                    |

Los datos entre 1800 y 2015 son el resultado de sumar los parciales de las dos comunas que forman la nueva comuna de Prée-d'Anjou, cuyos datos se han cogido de 1800 a 1999, para las comunas de Ampoigné y Laigné de la página francesa EHESS/Cassini. Los demás datos se han cogido de la página del INSEE.

## Composición
| Comuna delegada | Código INSEE | Población (2014) | Superficie (km²) | Densidad (hab./km²) |
| --------------- | ------------ | ---------------- | ---------------- | ------------------- |
| Ampoigné        | 53004        | 563              | 21.12            | 27                  |
| Laigné          | 53124        | 849              | 21.54            | 39                  |